# Regiomed-Kliniken Hildburghausen
Das Klinikum Hildburghausen ist ein Akutkrankenhaus mit regionalem Versorgungsauftrag mit Sitz in Hildburghausen, Thüringen. Träger ist die Henneberg-Kliniken Betriebsgesellschaft.
Insgesamt hält das Klinikum Hildburghausen 155 Betten bereit. Gemeinsam mit den Krankenhäusern Sonneberg/Neuhaus am Rennweg sowie Coburg und Lichtenfels waren sie bis Herbst 2024 Mitglied im ehemaligen Klinikverbund der RegioMed-Kliniken GmbH.

## Geschichte
Die Henneberg-Kliniken Hildburghausen wurden im Jahr 1921 als Kreiskrankenhaus im ehemaligen Waisenhaus an der Schleusinger Straße eröffnet. 1926 erfolgten die ersten neuen Einbauten wie eine chirurgisch-gynäkologischen Abteilung mit erster Röntgeneinrichtung. Dies setzte sich bis ins Jahr 1944 weiterhin fort. Im Jahr 1944 wurde das Kreiskrankenhaus dann zum Lazarett für Kriegsopfer. Ab 1955 kamen weitere bauliche Maßnahmen hinzu wie der Anbau an das Haupthaus in der heutigen Seminarstraße. Bis 1977 wurden weiterhin eine Anästhesieabteilung sowie eine Intensivstation gegründet. Am 19. Juli 1991 erfolgte die Inbetriebnahme eines Funktionsneubaus.
Darauf folgte ein Anbau daran mit der heutigen Radiologie. In den Jahren 1992/93 wurden die neue Intensivstation und der neue Kreißsaal eingeweiht sowie ein Computertomograf angeschafft. Im Jahre 1996 erfolgte die Gründung einer gemeinnützigen GmbH an der das ehemalige Krankenhaus Eisfeld sowie das ehemalige Städtische Krankenhaus Schleusingen teilnahm. Ab dem selbigen Jahr bis zum Jahr 2012 wurden weitere Gebäude gebaut, Stationen eröffnet und Service-Gesellschaften gegründet.

## Daten und Einrichtungen
Die Henneberg-Kliniken Hildburghausen hat 155 Betten und beschäftigt ca. 340 Mitarbeiter. Sie sind damit einer der größten Arbeitgeber der Stadt Hildburghausen. Hier werden im Jahresdurchschnitt 24.300 Patienten behandelt, davon rund 30–40 % stationär.

### Fachbereiche
Das Klinikum unterhält sieben Fachbereiche, darunter befindet sich keine Belegabteilung.
- Anästhesie- und Intensivmedizin
- Traumatologie und Orthopädie
- Viszeralchirurgie
- Gastroenterologie
- Geriatrie
- Kardiologie

### Medizinische Zentren
- Medizinisches Versorgungszentrum Hildburghausen
- Medizinisches Versorgungszentrum Schleusingen
- Medizinisches Versorgungszentrum Themar